# Theridion hierichonticum
Theridion hierichonticum là một loài nhện trong họ Theridiidae.
Loài này thuộc chi Theridion. Theridion hierichonticum được miêu tả năm 1982 bởi Levy & Amitai.